# طاووس‌تپه
طاووس تپه (گورستان کاگش علیا) مربوط به اواسط هزاره دوم قبل از میلاد است و در شهرستان مه‌آباد، جنوب منطقه منگورمهاباد واقع شده و این اثر در تاریخ ۱۷ خرداد ۱۳۳۵ با شمارهٔ ثبت ۱۲۳۸ به‌عنوان یکی از آثار ملی ایران به ثبت رسیده است.